# CEMS - The Global Alliance in Management Education
CEMS – The Global Alliance in Management Education ou CEMS (précédemment connue en tant que Community of European Management Schools and International Companies, CEMS) est un organisme de coopération entre les business schools & universités internationales de premier plan et des multinationales et organisations non gouvernementales. L’alliance globale CEMS regroupe 34 partenaires académiques, près de 70 entreprises partenaires et 8 organisations non gouvernementales répartis sur 6 continents. CEMS délivre le diplôme CEMS MIM dans les business schools et universités partenaires, soutient la CEMS Alumni Association (CAA) et facilite la coopération entre les différents membres de l’organisation.
Le diplôme délivré par CEMS, le CEMS MIM, s'est placé de manière constante dans le top 10 du classement des masters en management par le Financial Times depuis sa création en 2005.

## Le CEMS MIM
CEMS Master’s in International Management (CEMS MIM) est un programme d’un an enseigné conjointement par les différents partenaires académiques à un groupe d’étudiants sélectionnés dans les institutions membres du programme. Créée en 1988 par les membres fondateurs (université de Cologne, HEC Paris, ESADE, université Bocconi), CEMS est la première organisation à délivrer un diplôme supranational. Le but de CEMS est d’être une référence d’excellence pour les masters en management pré-expérience professionnelle, offrant enseignement et travaux de recherche pour les étudiants aspirant à jouer un rôle majeur dans le développement et la direction d’entreprises dans un contexte global.
Les étudiants CEMS pourront démontrer ces aptitudes via :
- Des normes académiques de haut niveau et de fortes capacités professionnelles
- Une capacité d’adaptation à un environnement changeant rapidement
- Une capacité à évoluer dans différents pays et cultures
- Une volonté d’assumer leur place dans la société

Le diplôme CEMS MIM se compose d’un premier semestre généralement suivi dans l’université d’origine et d’un second semestre suivi à l’étranger dans une des universités partenaires CEMS. Pour obtenir le diplôme CEMS MIM, il est nécessaire d’obtenir le diplôme de l’université d’origine mais aussi de réaliser un projet avec une entreprise partenaire, un stage à l’international et au moins 2 jours de séminaires. Le CEMS MIM est un diplôme universitaire de haute qualité et unique mettant l'accent sur les compétences professionnelles, la maîtrise de plusieurs langues et l’expérience internationale.
Chaque business school ou université a un nombre limité de place pour les étudiants voulant suivre le programme CEMS. Les critères d’admission reflètent cette sélectivité et il n’est pas rare que les partenaires académiques demandent aux étudiants une excellente moyenne durant leurs études supérieures mais aussi des preuves de leur capacité à parler plusieurs langues étrangères.
Le processus de sélection varie selon les différents partenaires académiques mais il est généralement nécessaire d’être un étudiant en Master de Business dans une université partenaire pour pouvoir postuler à CEMS. Tous les diplômés CEMS reçoivent à la fois le diplôme de leur université d’origine et le CEMS MIM. C’est pour cette raison que le CEMS MIM est souvent considéré comme un double diplôme.

## Classement
Le diplôme CEMS MIM s’est constamment placé dans le top 10 du classement des masters en management par le Financial Times depuis sa création en 2005.
|                         | 2018 | 2017 | 2016 | 2015 | 2014 | 2013 | 2012 | 2011 | 2010 | 2009 | 2008 | 2007 | 2006 | 2005 |
| Financial Times Ranking | 9    | 9    | -    | 4    | 5    | 7    | 3    | 2    | 2    | 1    | 3    | 2    | 2    | 3    |

## Partenaires Académiques de la CEMS
Liste des Business Schools et Universités proposant le diplôme CEMS MIM:
| Pays           | Universités                                                                | Ville                 |
| -------------- | -------------------------------------------------------------------------- | --------------------- |
| Afrique du Sud | Université du Cap                                                          | Le Cap                |
| Australie      | The University of Sydney Business School                                   | Sydney                |
| Autriche       | WU (Vienna University of Economics & Business)                             | Vienne                |
| Belgique       | Louvain School of Management de l'UCLouvain                                | Louvain-La-Neuve      |
| Brésil         | Escola de Administração de Empresas de São Paulo-FGV                       | São Paulo             |
| Canada         | Ivey Business School                                                       | London                |
| Chili          | Université Adolfo Ibáñez                                                   | Santiago              |
| Chine          | Tsinghua University School of Economics and Management                     | Pékin                 |
| Colombie       | Universidad de los Andes                                                   | Bogota                |
| Tchéquie       | École supérieure d'économie de Prague                                      | Prague                |
| Danemark       | École de commerce de Copenhague                                            | Frederiksberg         |
| Égypte         | Université américaine du Caire                                             | Le Caire              |
| Finlande       | École supérieure de commerce de l'université Aalto                         | Helsinki              |
| France         | HEC Paris                                                                  | Jouy-en-Josas         |
| Allemagne      | Université de Cologne                                                      | Cologne               |
| Hong Kong      | HKUST Business School                                                      | Hong Kong             |
| Hongrie        | Université Corvinus de Budapest                                            | Budapest              |
| Inde           | Institut indien de management de Calcutta                                  | Calcutta              |
| Irlande        | UCD Michael Smurfit Graduate Business School                               | Dublin                |
| Italie         | Université Bocconi                                                         | Milan                 |
| Japon          | Université Keiō                                                            | Tokyo                 |
| Corée du Sud   | Korea University Business School                                           | Seoul                 |
| Pays-Bas       | Rotterdam School of Management, Université Érasme                          | Rotterdam             |
| Norvège        | Norwegian School of Economics                                              | Bergen                |
| Pologne        | École des hautes études commerciales de Varsovie                           | Varsovie              |
| Portugal       | Nova School of Business and Economics                                      | Lisbonne              |
| Russie         | École supérieure de management de l'Université d'État de Saint-Pétersbourg | Saint-Pétersbourg     |
| Singapour      | Université nationale de Singapour                                          | Singapour             |
| Espagne        | ESADE Business School                                                      | Sant Cugat del Vallès |
| Suède          | École d'économie de Stockholm                                              | Stockholm             |
| Suisse         | Université de Saint-Gall                                                   | Saint-Gall            |
| Turquie        | Koç University Graduate School of Business                                 | Istanbul              |
| Royaume-Uni    | The London School of Economics and Political Science                       | Londres               |
| États-Unis     | Cornell SC Johnson College of Business                                     | Ithaca                |

## Entreprises Partenaires de la CEMS
Près de 70 entreprises partenaires participent activement au programme CEMS via l'organisation par exemple de séminaires, visites en entreprise et de cas pratiques. Ces partenariats sont très utiles non seulement pour promouvoir l’entreprise mais aussi pour confronter les étudiants à des problématiques réelles et des approches de solutions concrètes.

## Organisations Non Gouvernementales Partenaires du CEMS
La première Organisation Non Gouvernementale partenaire a rejoint le réseau CEMS en décembre 2010. Ces partenariats contribuent au programme CEMS de manière similaire aux Entreprises partenaires. Cette initiative, venant de CEMS, a pour objectif d’introduire les thématiques du développement durable au curriculum. CEMS a aussi signé la charte PRME (Principles of Responsible Management Education).

## L’association des anciens élèves CEMS Alumni Association (CAA)
L’association des anciens élèves contribue à l’expérience multiculturelle des étudiants et diplômés. Créée en 1993 à l’initiative des diplômés, l’association internationale a pour but de connecter les étudiants et anciens diplômés CEMS. À ce jour, plus de 13,000 diplômés CEMS ont rejoint l’association.
L’association des anciens élèves dirigée par le comité des anciens élèves est présente dans différents pays à travers les comités locaux. Les comités locaux sont chargés de rester en contact avec les anciens élèves et d’organiser des événements professionnels et de networking. Ils se rencontrent de manière régulière pour débattre des activités et du développement de l’association. Le comité des anciens élèves est constitué : du président de l’association des anciens élèves, du directeur exécutif de CEMS, un représentant du bureau des étudiants, un représentant des partenaires académiques, 3 représentants des comités locaux, 2 anciens élèves seniors et 2 nouveaux diplômés.
La mission du comité des anciens élèves est de proposer et de développer des activités qui encouragent le développement personnel et professionnel des anciens élèves. Le comité des anciens élèves soutient par ailleurs le développement de CEMS à travers sa participation à la direction de l’organisation. Enfin, l’association des anciens élèves soutient les anciens élèves afin d'influencer de manière positive l’enseignement du management, les entreprises, la gouvernance et la société.